# Liste de gréements
Il est possible de classifier les gréements de différentes façons : selon le nombre de mâts utilisés, selon la forme des voiles, selon l'origine géographique, et selon la période historique. 

## Selon le nombre de mâts

### Un mât
- Sloop
- Cotre
- Cat-boat
- Tartane

| Typologie de navires à un mât    | Typologie de navires à un mât | Typologie de navires à un mât | Typologie de navires à un mât | Typologie de navires à un mât | Typologie de navires à un mât |
| -------------------------------- | ----------------------------- | ----------------------------- | ----------------------------- | ----------------------------- | ----------------------------- |
| Nom du gréement                  | Catboat ou "Canot à misaine"  | Sloop                         | Tartane                       | Cotre                         | Cotre à hunier                |
| Terme anglais                    | Catboat                       | sloop                         | Tartane                       | cutter                        | topsail cutter                |
| Particularités                   | Pas de foc                    | 1 foc                         | voile latine                  | 2 focs ou plus                | 2 focs ou plus et huniers     |
| Schéma                           | Canot à misaine               | Sloop                         | Tartane                       | Cotre                         | Cotre à Hunier                |
| Exemple de gréement traditionnel |                               |                               |                               |                               |                               |
| Exemple de gréement bermudien    |                               |                               |                               |                               |                               |

### Deux-mâts
| Typologie de navires à deux mâts | Typologie de navires à deux mâts | Typologie de navires à deux mâts | Typologie de navires à deux mâts            | Typologie de navires à deux mâts           | Typologie de navires à deux mâts     |
| -------------------------------- | -------------------------------- | -------------------------------- | ------------------------------------------- | ------------------------------------------ | ------------------------------------ |
| Nom du gréement                  | Yawl                             | Ketch                            | Goélette franche                            | Brick                                      | Brick-goélette                       |
| Terme anglais                    | Yawl                             | Ketch                            | Shooner                                     | Brig                                       | hermaphrodite-brig ou shooner-brig   |
| Particularités                   | Cotre ou sloop à tapecul         | Grand mât avant et artimon       | Misaine et Grand mât arrière, voile aurique | Misaine et Grand mât arrière, voile carrée | Misaine carrée et grand mât aurique. |
| Schéma                           | Yawl                             | Ketch                            | Goélette                                    | Brick                                      | Brick-goélette                       |
| Exemple de gréement traditionnel |                                  |                                  |                                             |                                            |                                      |
| Exemple de gréement bermudien    |                                  |                                  |                                             |                                            |                                      |

- Yawl, Dundee
- Ketch, Dogre (voiles carrées)
- Goélette franche, Goélette à huniers (les goélettes peuvent avoir des huniers carrés).
- Brick, Bugalet,  Senau (trois-mâts en forme de brick).
- Brick goélette : brick à l'avant, goélette à l'arrière, Brigantin (brick à brigantine).
- Caravelle (voile latine), Baggala.

### Trois-mâts

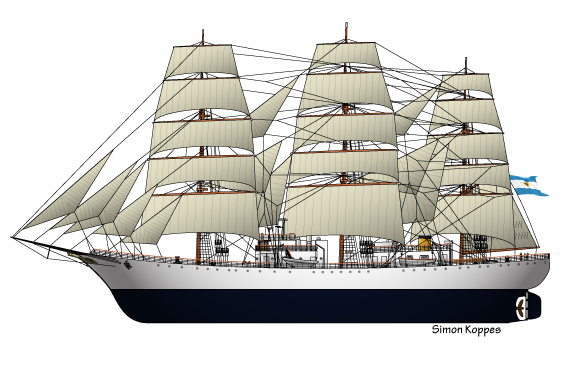
Exemple de trois-mâts : Le ARA Libertad

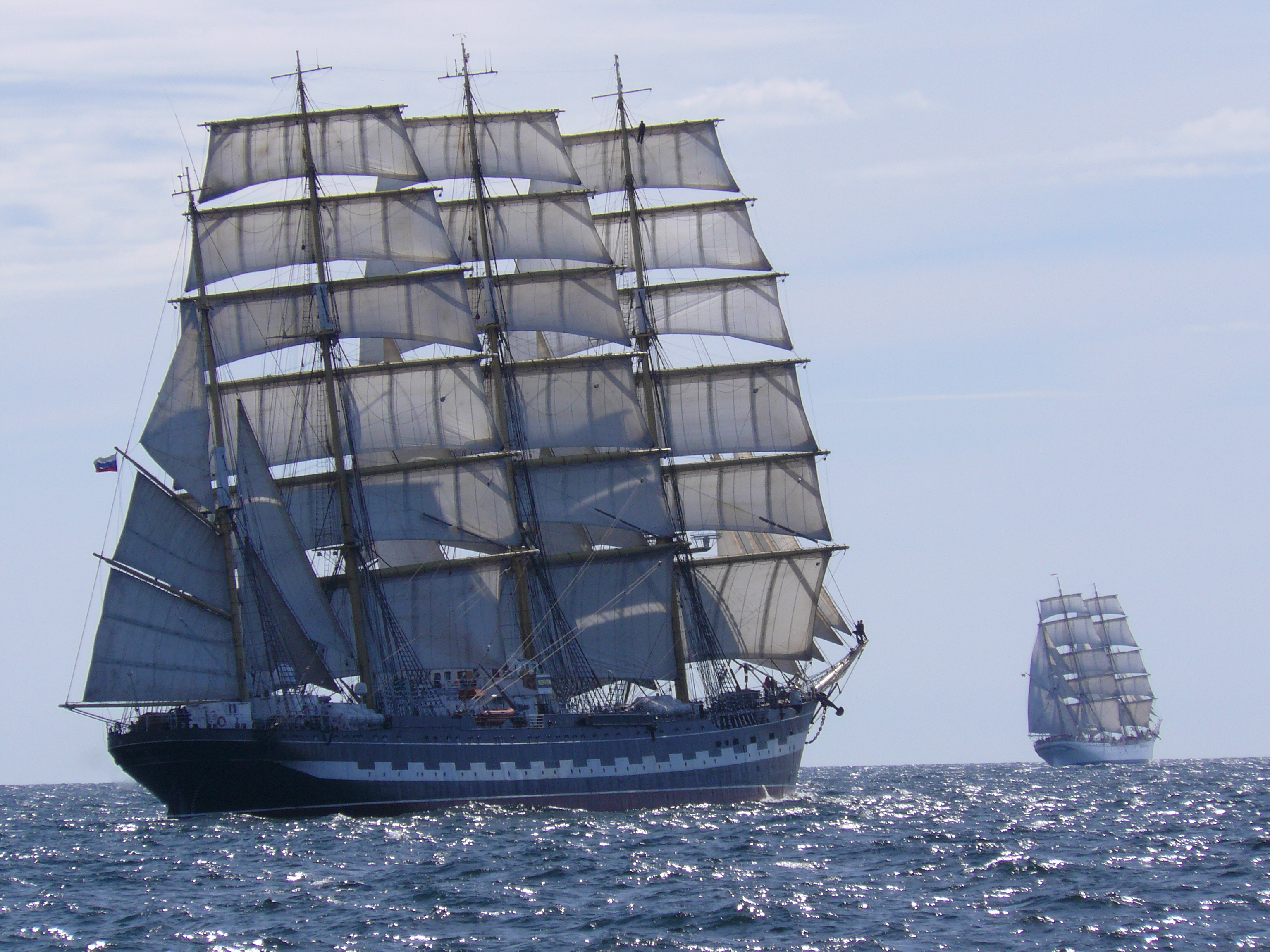
Exemple de quatre-mâts : Le Kruzenshtern

- Trois-mâts carré, flûte
- Trois-mâts barque, clipper
- Trois-mâts goélette
- Goélette à trois mâts
- Frégate
- Vaisseau de ligne
- Chatte
- Chebec
- Gabare

### Quatre-mâts

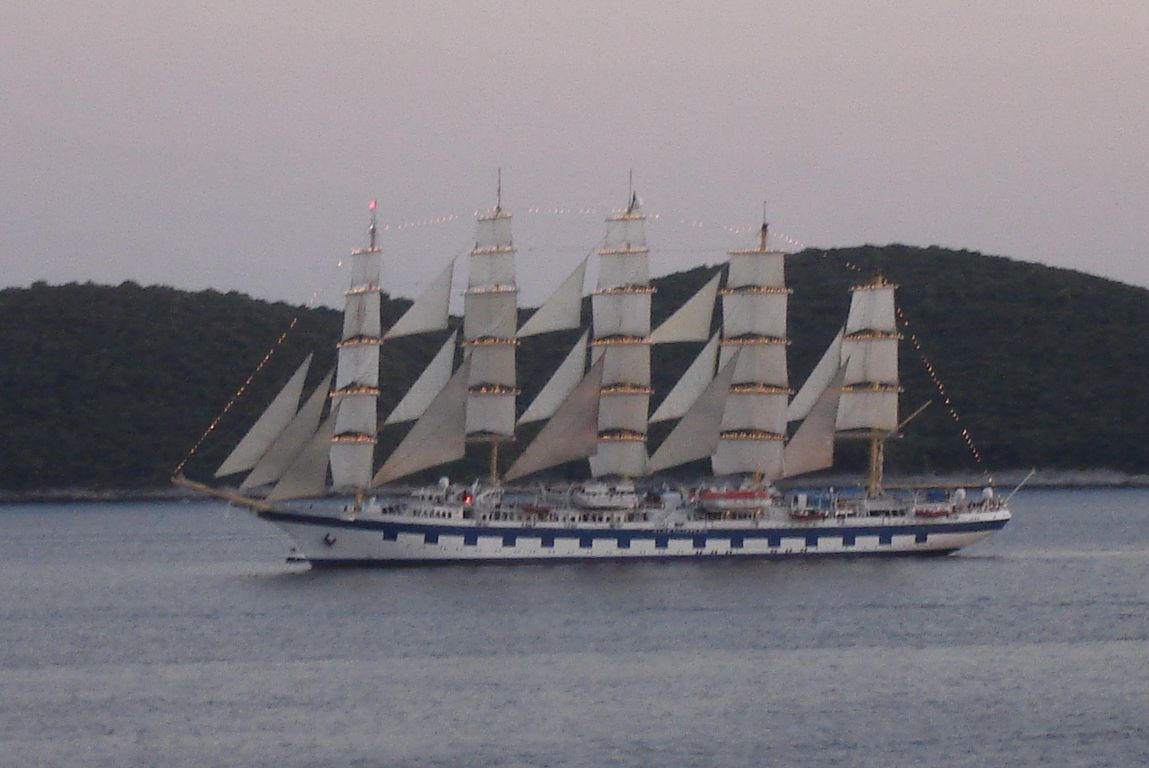
Le Royal Clipper

- Quatre-mâts carré
- Quatre-mâts barque
- Quatre-mâts goélette
- Goélette à quatre-mâts
- Bibarque

### Cinq-mâts
Gréement très rare :
- Cinq-mâts carré : Toutes voiles carrées
- Cinq-mâts barque : Toutes voiles carrées seul mât d'artimon porte une brigantine surmontée d'un flèche.
- Cinq-mâts goélette : porte un phare carré sur le mat de misaine.
- Goélette à cinq-mâts : toutes voiles auriques

### Six-mâts

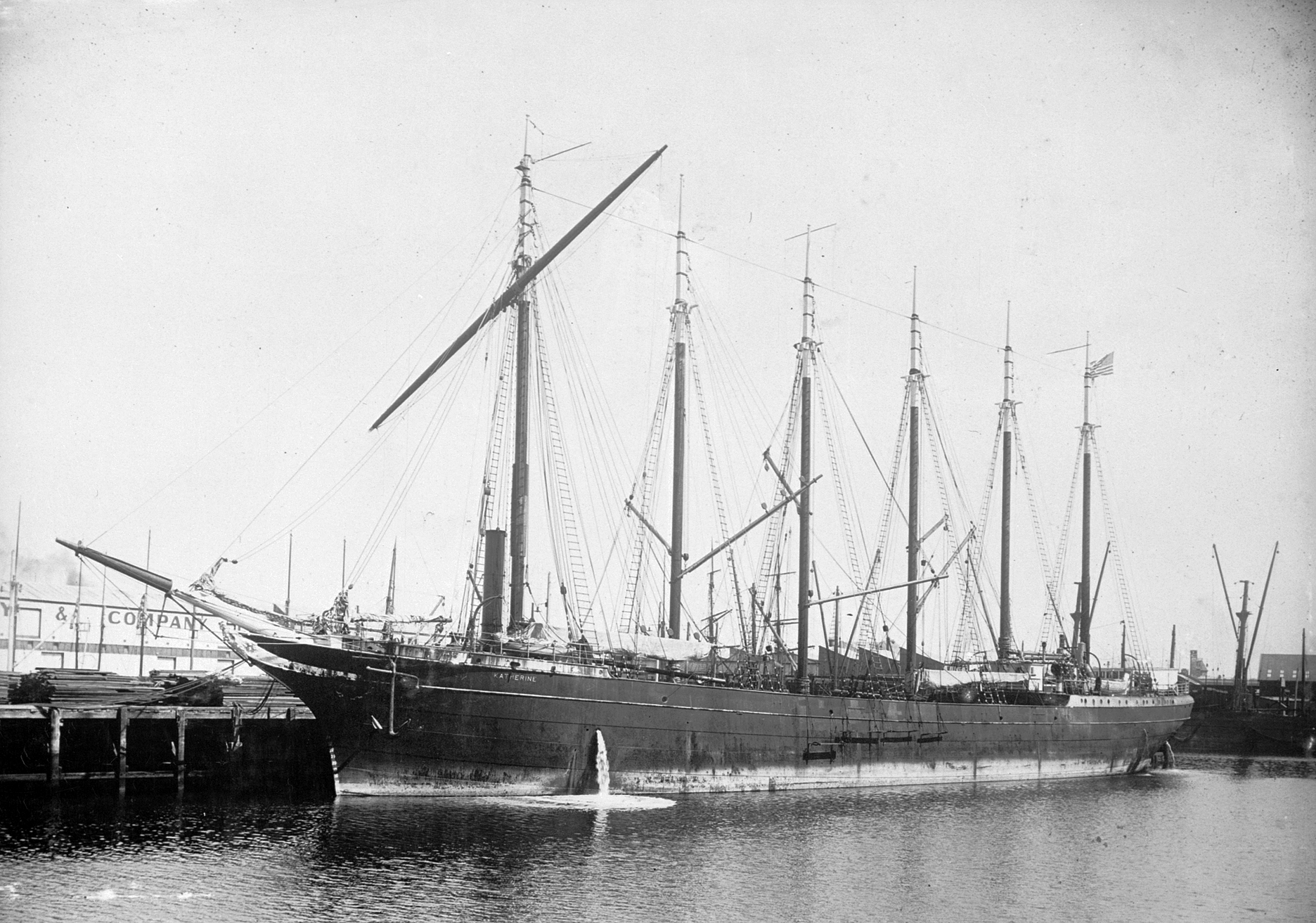
Le Katherine, et ses six mâts acquis en 1919

Gréement rarissisme, il a été construit seulement 10 navires à six mâts, dans toute l'histoire de la voile, tous étaient des goélettes à six mâts.

### Sept-mâts
Gréement unique, seul un navire a été construit avec 7 mâts, dans toute l'histoire de la voile, c'était une goélette à sept mâts.

### Navires à nombre de mâts variables
- Corvette (2 à 3 mâts)
- Sloop of war (1 à 3 mâts)
- Indiaman
- Galion (3 à 5 mâts)
- Caraque / Nef (2 à 3 mâts)

## Selon l'origine géographique

### Bateaux arabes et égyptiens
- Baggala
- Boutre
- Cange
- Felouque

### Bateaux hollandais
- Boyer

### Asie
- Jonque
- Sampan